# Merfyn ap Rhodri
Merfyn ap Rhodri (overleden 904) was een van de zonen van Rhodri Mawr die hem na zijn dood in 878 opvolgden, samen met Anarawd en Cadell. Latere bronnen stellen dat hij het koningschap over Powys kreeg. Hij sneuvelde in 904 in de strijd tegen de Vikingen, vermoedelijk de groep geleid door Ingimund, die zich op Anglesey gevestigd hadden.